# Jarosławski Związek Komunikacyjny
Jarosławski Związek Komunikacyjny – organizator publicznego transportu zbiorowego w województwie podkarpackim z siedzibą w Jarosławiu, zajmuje się organizacją publicznego transportu zbiorowego na terenie gmin i powiatów należących do związku.
Związek został utworzony 13 października 2023 roku, a jego zarząd powołano 26 października 2023. W 2024 roku powiat jarosławski, powiat lubaczowski oraz powiat przeworski zawarły porozumienie w sprawie organizacji transportu publicznego, na mocy którego organizację tę przejął Jarosławski Związek Komunikacyjny.
Uczestnikami związku, zgodnie ze statutem, są: Powiat jarosławski oraz Gmina Chłopice, Gmina Laszki, Gmina Jarosław, Gmina Pawłosiów, Gmina Pruchnik, Gmina Roźwienica i Gmina Wiązownica
Głównym operatorem JZK jest Przedsiębiorstwo Komunikacji Samochodowej Jarosław.